# Тройка (триумвират)
Тройка — триумвират, комиссия, состоящая из трёх членов, трое — минимальный состав для принятия решения простым большинством без «ничейного» результата (50/50 при чётном числе членов).

## Особая тройка НКВД
Орган внесудебного вынесения приговоров, существовавший в 1937—1938 годах в период чисток.

## Другие значения
Слово «тройка» часто используется в контексте дипломатических переговоров, включающих трёх главных участников, например, группа, состоящая из США, ЕС, РФ, по проблеме Косово в 2008 году, а также трое дипломатов, ответственных за политику Евросоюза (министр иностранных дел страны, председательствующей в Евросоюзе, генеральный секретарь Евросоюза и комиссар Евросоюза по внешним делам). В этом значении оно используется как заимствование во многих европейских языках, troika — в английском, немецком, французском.

## В литературе
- Сказка о Тройке (повесть)